# Danza de los Dragones
La Danza de los Dragones es una guerra civil ficticia que tiene lugar dos siglos antes de los hechos que se narran en las novelas de Canción de hielo y fuego  del escritor estadounidense George R. R. Martin, basado en la Anarquía inglesa, donde Matilde de Inglaterra se disputó el trono inglés con su primo Esteban de blois. La guerra fue el enfrentamiento por el Trono de Hierro del  Rey Aegon II Targaryen y su media hermana la princesa Rhaenyra Targaryen dividiendo la Casa Targaryen en dos bandos: Los «Negros» y los «Verdes», partidarios respectivos de los príncipes. Cuando la primera esposa del rey Viserys I Targaryen murió dando a luz, el decidió proclamar heredera a su primogénita Rhaenyra. Tras tener hijos con su segunda esposa, Alicent Hightower, el rey mantuvo a Rhaenyra como su heredera, aunque ya tuviese un hijo varón, Aegon II. 
Cuando Viserys murió, los Verdes proclaman a Aegon II como rey, destituyendo a la princesa. La guerra comenzó simplemente con acuerdos y pactos, pero tras la muerte del príncipe Lucerys Velaryon, hijo de Rhaenyra, por parte de su también medio hermano Aemond Targaryen, la guerra de cuervo terminó e inicio la guerra de «fuego y sangre». Rhaenyra logró sentarse en el Trono de Hierro tras tomar Desembarco del Rey y hacer escapar a Aegon, pero su desconfianza y perdidas la inestabilizarón trayendo caos en su corto reinado. En su guerra, ambos bandos perdieron a su comandantes: Daemon Targaryen por parte de los negros, y Aemond por parte de los verdes; trayéndoles sus inevitables caídas. Tras la caída de Pozo Dragon, la reina y su hijo mayor con vida huyeron a Rocadragon, donde Aegon la esperaba, ejecutándola con su dragón. A su regreso a Desembarco del Rey, Aegon II decretó que Rhaenyra nunca fue reina, por lo que en todos los registros y crónicas se refieren a ella como "princesa"
Aunque parecía que Aegon había ganado la guerra, los partidarios de la reina siguieron luchando tras su muerte, ahorra en derecho de su hijo Aegon. Los negros lograron predominar ante las fuerzas del rey, quien fue traicionado por sus antiguos aliados, siendo envenenado a muerte. Tras ello, el hijo de Rhaenyra fue proclamado como el rey Aegon III, terminando con la guerra. El enfrentamiento supuso la ruina de la Casa Targaryen, haciéndoles perder a su mayor arma, los dragones, que pudo haberlos salvado de ser destruidos por Robert Baratheon décadas después. La guerra se encuentra detallada lo más parcial en el libro Fuego y sangre y adaptada en acción en vivo en la serie de HBO, La casa del dragón.

## Antecedentes
Tras la Guerra de la Conquista de Aegon el Conquistador, la Casa Targaryen se hizo con el control de Poniente desde su base en Desembarco del Rey. Durante medio siglo, los Targaryen mantuvieron un control más o menos estable de los reinos, sobre todo gracias al poder de sus dragones.
Bajo el reinado de Jaehaerys I el Conciliador, los reinos conocieron un período de paz y prosperidad como nunca se había recordado basado en las eficaces políticas de Jaehaerys. El único problema que había surgido durante su gobierno fue la cuestión sucesoria. En una decisión no exenta de polémica, Jaehaerys decidió anteponer a su descendencia masculina sobre la femenina. Sin embargo, sus dos primeros hijos varones, declarados por Jaehaerys como sus sucesores, fallecieron estando él en vida. En el año 101 DC, el rey Jaehaerys convocó un Gran Consejo donde los principales señores de Poniente decidirían el sucesor al Trono de Hierro: esta se considera la semilla que terminaría germinando en la Danza de los Dragones.
Los dos principales candidatos al Trono de Hierro eran sus nietos Viserys y Laenor Velaryon. El primero era el favorito, pero el segundo contaba con el respaldo de la poderosa Casa Velaryon de Lord Corlys Velaryon. Finalmente, se decidió mantener la política seguida por Jaehaerys de que prevalezca la línea masculina sobre la femenina y Viserys fue proclamado «Príncipe de Rocadragón» y, a la muerte de Jaehaerys I, heredó el Trono de Hierro. Viserys demostró ser un rey eficiente que siguió las políticas de su padre, bajo cuyo reinado la Casa Targaryen llegó a su apogeo. 
Viserys había contraído matrimonio con Aemma Arryn, quien solo llegó a proporcionarle una hija, Rhaenyra Targaryen, a quien Viserys proclamó su heredera. El rey contrajo un segundo matrimonio con Lady Alicent Hightower, hija de su Mano del Rey, quien le proporcionaría tres hijos varones: Aegon, Aemond y Daeron, sin embargo, el rey no varió su política y mantuvo su idea de que Rhaenyra siguiese siendo su heredera, rompiendo la línea seguida por Jaehaerys y el Gran Consejo.

### Los dos bandos enfrentados
Pese a que Viserys nunca varió su plan de que Rhaenyra heredase el trono a su muerte, no fueron pocos los que creían que su sucesor debía de ser su primogénito con Alicent, Aegon. Debido a ello, la corte se dividió en dos bandos, los que apoyaban la idea del rey de que Rhaenyra fuese su heredera, denominados los «Negros», y los que respaldaban a los Hightower para que fuese Aegon quien lo sucediese, los «Verdes».
El rey trató de hacer todo lo posible para evitar tensiones dentro de su familia a la vez que instruía a Rhaenyra en sus labores de Princesa de Rocadragón.
Rhaenyra, a su vez, se casó con Laenor Velaryon, teniendo tres hijos: Jacaerys, Lucerys y Joffrey que, sin embargo, no poseían los rasgos valyrios típicos de los Targaryen, sino que se parecían a los de la espada juramentada de Rhaenyra, Harwin Strong. Eso hizo que, a ojos de los «Verdes», fueran considerados bastardos, aumentando aún más las tensiones entre ambos bandos. Al morir Laenor, Rhaenyra no tardó en contraer matrimonio de nuevo con su tío, Daemon Targaryen. Daemon y Viserys mantuvieron una constante relación de amor-odio, sobre todo cuando Daemon perdió su posición como heredero de Viserys con el nacimiento de Rhaenyra. Juntos tendrían otros dos hijos: Aegon y Viserys.

## Danza de los Dragones

### El Consejo Verde
A la muerte de Viserys, el Consejo Privado se reunió para decidir al sucesor. Ser Otto Hightower, la Mano del Rey, argumentó que si Rhaenyra ascendía al trono, Daemon sería el auténtico rey y no perdonaría a aquellos que se opusiesen a Rhaenyra. Tyland Lannister, Consejero Naval, afirmó que los juramentos de lealtad hechos a Rhaenyra no habían sido realizados por ellos mismos, de manera que carecían de validez al prevalecer el varón sobre la mujer en términos de herencia. El Consejo Privado, compuesto por Otto Hightower, Tyland Lannister, Criston Cole —Lord Comandante de la Guardia Real—, Larys Strong —Consejero de los Rumores— y la reina viuda Alicent Hightower, decidieron conjurarse para asegurarse de que fuera Aegon el sucesor de Viserys.
Decididos a retrasar el anuncio de la muerte del rey el máximo tiempo posible, su muerte fue ocultada mientras se dedicaban a apresar o eliminar a cualquier partidario de Rhaenyra en la capital —esta se hallaba en Rocadragón a punto de dar a luz, de manera que se encontraba incapacitada—. Poco después, Aegon fue proclamado «Rey de los Siete Reinos» como «Aegon II».
Tras enterarse de que había sido traicionada, Rhaenyra se puso de parto prematuro y dio a luz a una niña que nació muerta. Rhaenyra juró vengarse y reunió a sus propios partidarios. Fue proclamada como «Reina de los Siete Reinos» en Rocadragón, su esposo Daemon como «Lord Protector», y su hijo mayor, Jacaerys Velaryon, como «Príncipe de Rocadragón» y su heredero. A partir de ahí se generaron dos bloques o «Consejos».

### Estalla el conflicto
Los «Negros» poseían más dragones que sus adversarios, pero carecían de jinetes para montarlos, mientras que los «Verdes» controlaban las principales ciudades de Poniente —Desembarco del Rey, Antigua y Lannisport— y el tesoro real. Daemon era partidario de conseguir el apoyo de los grandes señores de los Siete Reinos antes de emprender ninguna acción militar, por ello, el príncipe Jacaerys Velaryon acudió al Norte y al Valle de Arryn a ganarse las lealtades de los grandes señores para su causa.
- La Casa Lannister y la Casa Hightower apoyaron a Aegon II, mientras que los señores del Dominio dividieron su apoyo entre ambos bandos, excepto la Casa Tyrell, que se mantuvo neutral.

- La Casa Stark y la Casa Arryn apoyaron a Rhaenyra después de la visita del príncipe Jacaerys Velaryon.

- La Casa Tully decidió apoyar a Rhaenyra junto a la mayor parte de las casas nobles de las Tierras de los Ríos.

- La Casa Martell no quiso apoyar a ningún bando, manteniéndose Dorne fuera del conflicto.

Los «Negros» partían con desventaja, debido a que las tropas de las casas Stark y Arryn aún tardarían en llegar al sur, mientras que sus adversarios podían reunir sus ejércitos más rápidamente. Por ello, Daemon acudió a conquistar Harrenhal, en manos de la Casa Strong, para emplearla como base para combatir a los Lannister y unirse a sus aliados de las Tierras de los Ríos.
Lucerys, el hijo mediano de Rhaenyra, acudió a ganarse el favor de Bastión de Tormentas. Allí, Lucerys se topó con Aemond, el hermano de Aegon II, descubriendo que ya se había ganado la lealtad de Lord Borros Baratheon al comprometerse con una de sus hijas. Cuando se marchaba del bastión, Aemond, montado en su dragón Vhagar, no tuvo problemas en deshacerse de Lucerys y de su dragón Arrax. 

Y con su muerte, la guerra de cuervos y mensajeros y pactos de matrimonio se acabó, y la guerra de fuego y sangre comenzó en serio.
La princesa y la reina

Daemon Targaryen, que había sido comandante de los Capas Doradas de Desembarco del Rey, orquestó un plan para cobrarse venganza de la muerte de Lucerys. Dos asesinos, conocidos como «Sangre y Queso», se infiltraron en la Fortaleza Roja y confrontaron a la reina Helaena, capturando a sus dos hijos, Jaehaerys y Maelor, exigiendo a la reina que escogiera quién debía morir. La reina Helaena escogió a Maelor, entonces ellos asesinaron al príncipe Jaehaerys.

### Las muertes de Rhaenys y de Jacaerys
Harto de las políticas diplomáticas de Ser Otto Hightower, Aegon II lo destituyó como Mano del Rey y nombró en su lugar a a Ser Criston Cole. Este inició una política mucho más agresiva, decidiendo castigar a los señores de las Tierras de la Corona que habían decidido apoyar a Rhaenyra. Tras poner asedio a la Casa Staunton, esta pidió ayuda a Rocadragón, partiendo la princesa Rhaenys montada en su dragón Meleys. Nada más aparecer, Aegon y Aemond surgieron montados en sus dragones Fuegosolar y Vhagar. Rhaenys no tenía ninguna posibilidad contra los dos dragones juntos, y en la batalla que se sucedió, la princesa Rhaenys y su dragón murieron en el enfrentamiento. Aegon y Fuegosolar también quedaron gravemente heridos; Fuegosolar quedó temporalmente incapacitado para volar y Aegon cayó en coma debido a las graves heridas sufridas. Su hermano Aemond asumió entonces la Regencia.
Para aplacar la furia de Lord Corlys Velaryon por la muerte de su esposa, el príncipe Jacaerys lo nombró Mano de la Reina. Decidida a poner a sus hijos a salvo, Rhaenyra envió a su hijo Joffrey al Valle, mientras que a sus hijos con Daemon, Aegon y Viserys, fueron enviados a Pentos custodiados por la flota Velaryon. Sin embargo, los «Verdes» consiguieron el apoyo del Reino de las Tres Hijas, la alianza formada por las Ciudades Libres de Lys, Myr y Tyrosh, cuya flota capturó a los príncipes Aegon y Viserys. El joven Aegon consiguió escapar en su dragón, aunque Viserys no tuvo tanta fortuna y permaneció cautivo el resto del conflicto.
Sabiendo que sus dragones, mientras no tuvieran jinetes, no serían útiles para su causa, el príncipe Jacaerys hizo un llamamiento, retando a todos aquellos que tuvieran sangre Targaryen para domar alguno de los dragones que permanecían en Rocadragón. Solamente cuatro personas consiguieron domar a algunos de ellos; Hugh Martillo, que logró domar a Vermithor; Ulf el Blanco, que domó a Ala de Plata; Addam Mares, que sometió a Bruma; y una muchacha llamada Ortigas, que domó a Ladrón de ovejas. Todos ellos recibirían el nombre de «Semillas de Dragón».
Empleando su flota, la Casa Velaryon bloqueó el Gaznate —el estrecho que comunicaba Desembarco del Rey con el Mar Angosto—, de manera que la flota del Reino de las Tres Hijas atacó para romperlo. Montado en su dragón Vermax, el príncipe Jacaerys, junto a cuatro de las «Semillas de Dragón», partió a rechazar el ataque, pero el dragón Vermax voló demasiado bajo y se estrelló en el mar junto a Jacaerys, quien fue asaetado hasta morir. Pese a que parte de su flota había sido destruida, el Reino de las Tres Hijas puso rumbo a la isla de Marcaderiva, asentamiento de la Casa Velaryon, sometiendo a la isla a un brutal saqueo. Considerada teóricamente una victoria para los «Negros», que habían conseguido destruir la flota aliada, lo cierto es que observaron cómo el heredero Jacaerys fallecía junto a su dragón, la pérdida de un tercio de la flota Velaryon y el saqueo de Marcaderiva.

Si esto es una victoria, rezo por no cosechar otra en la vida..
Corlys Velaryon tras la Batalla del Gaznate

### La caída de la capital
Mientras tanto, en la capital, Ser Criston temía que los aliados norteños de Rhaenyra se sumaran con sus aliados del sur. El príncipe Aemond quería partir hacia Harrenhal a luchar contra Daemon, y pese a que sus consejeros le sugirieron que aguardara a que llegaran las tropas de la Casa Baratheon o a que el rey se recuperara, Aemond estaba decidido a marchar contra Daemon. Aemond y Ser Criston partieron con un ejército hacia las Tierras de los Ríos, sin embargo, esto era justo lo que Daemon pretendía, ya que ahora Desembarco del Rey se hallaba desprotegida.
Daemon y Caraxes se unieron a Rhaenyra y su dragón Syrax, que marcharon a Desembarco del Rey. Gracias a traidores dentro de los Capas Doradas, las puertas de la capital se les abrieron. En menos de un día, todo Desembarco del Rey estaba en manos de Rhaenyra mientras que los familiares de Aegon II fueron tomados como cautivos; Ser Otto Hightower fue ejecutado, mientras que Tyland Lannister y el Gran Maestre Orwyle fueron encerrados y torturados. Rhaenyra tomó entonces posesión del Trono de Hierro. Pese a que en un principio la población tomó la llegada de Rhaenyra con entusiasmo, las ejecuciones y los altos impuestos hicieron que se ganara el rechazo de la población.

Y cuando su señor esposo, el Príncipe Daemon la escoltó por el salón, se vieron los cortes en las piernas de Su Alteza (Rhaenyra) y en la palma de su mano izquierda. Las gotas de sangre cayeron mientras caminaba, y los sabios se miraron entre sí, aunque ninguno se atrevió a decir la verdad en voz alta: el Trono de Hierro la había rechazado con desprecio, y sus días sobre él serían pocos.
La princesa y la reina

Pese a todo, Aegon logró escapar de la capital con ayuda de su Consejero de los Rumores, Larys Strong. Partió hacia Rocadragón, donde en poco tiempo se hizo con el control de la fortaleza. Su única oposición provino de la princesa Baela Targaryen, que logró escabullirse hasta su dragón. Montada en su dragón Bailarina lunar, Baela combatió contra Fuegosolar, pero fue derrotada; la princesa, a diferencia de su dragón, pudo sobrevivir. 
Por otra parte, los hijos de Aegon II, Maelor y Jaehaera, fueron trasladados a lugares seguros por Guardias Reales; Jaehaera pudo llegar a salvo a Bastión de Tormentas, sin embargo, mientras Maelor atravesaba la ciudad de Puenteamargo rumbo a Antigua, los habitantes de la ciudad los asaltaron y descuartizaron a Maelor tras matar al Guardia Real.

### Las batallas de las Tierras de los Ríos
Al enterarse de la noticia de la caída de Desembarco del Rey, Aemond y Ser Criston chocaron respecto a qué hacer a continuación. El primero era partidario de avanzar y recuperar la capital, mientras que el segundo defendía unirse a las fuerzas de la Casa Hightower. De esa manera se dividieron, Aemond permaneció arrasando las Tierras de los Ríos con Vhagar mientras Ser Criston partiría hacia el sur.
Tratando de acumular la mayor parte de fuerzas posibles, Ser Criston pidió ayuda a Lord Jason Lannister, el cual comandó un ejército que combatió contra un ejército norteño liderado por Roderick Dustin al que se habían sumado fuerzas de los Blackwood y los Frey; se llamaría la Batalla de la Orilla del Lago, donde hubo casi 4.000 bajas entre ambos bandos. La batalla fue una victoria de los Negros, que vencieron al ejército Lannister matando al propio Lord Jason a cambio de sufrir una gran cantidad de bajas. 
Ser Criston partía hacia el sur encontrando un paisaje desolador, pretendiendo unirse a las huestes de los Hightower, pero en su lugar se topó con los norteños y ribereños de Roderick Dustin. Ser Criston y su ejército, menores en número, desmoralizados y agotados, fueron masacrados, muriendo Ser Criston en la refriega.
Aemond y Vhagar seguían siendo una amenaza, de modo que Daemon y Caraxes partieron junto a Ortigas y Ladrón de ovejas para detenerlo. Al mismo tiempo, Hugh Martillo y Ulf el Blanco partieron para combatir a los ejércitos de Lord Ormund Hightower y el príncipe Daeron Targaryen que marchaban rumbo a Desembarco del Rey. Se inició entonces la llamada Primera Batalla de Ladera. El ejército de los «Verdes» era superior en número, pero los defensores de Ladera, liderados por Roderick Dustin, cargaron sobre los Hightower y atravesaron sus filas. Dustin mató personalmente a Lord Hightower antes de caer él mismo. Los defensores de Ladera creyeron que habían triunfado, hasta que Hugh Martillo y Ulf el Blanco descendieron sobre sus dragones y quemaron por completo la ciudad. Al enterarse de sus traiciones, la reina Rhaenyra empezó a cuestionar la lealtad de los «Semillas de Dragón» restantes; ordenó el arresto de Addam –ahora legitimado por Corlys Velaryon— y de Ortigas. Addam huyó junto a su dragón Bruma, lo que hizo que Rhaenyra ordenara apresar a Corlys creyendo que lo había ayudado a escapar.
Daemon y Ortigas se hallaban en el bastión de la Casa Mooton cuando se enteraron de la orden de arresto de la reina. Ortigas se marchó en su dragón mientras que Daemon partió a Harrenhal junto a Caraxes para enfrentarse a Aemond. Tras aguardar la llegada de Aemond, este apareció al cabo de pocos días. La lucha fue encarnizada; Daemon consiguió hundir su espada en el ojo de Aemond mientras ambos dragones colisionaban en el aire y caían sobre el lago Ojo de Dioses. Vhagar murió en la caída con el príncipe Aemond aún en su espalda, mientras que Caraxes sucumbió poco después; el cuerpo de Daemon nunca fue encontrado.

### La rebelión de la capital
El arresto de Lord Corlys Velaryon hizo que la flota de la Casa Velaryon abandonara la causa de la reina. La posible inminente llegada de los ejércitos de los «Verdes» y la extraña muerte de la reina Helaena, la esposa de Aegon II, causaron que la capital se levantase contra Rhaenyra, desbordando a los Capas Doradas. Cuando la anarquía imperó, distintos reyezuelos se autocoronaron en los distintos distritos de la capital. La población giró entonces su atención hacia Pozo Dragón, el lugar donde los Targaryen mantenían a sus dragones. Una multitud corrió hacia allí para eliminarlos azuzados por un extraño predicador, desatándose una carnicería. El príncipe Joffrey, temiendo por su dragón Tyraxes, montó al dragón de su madre y partió, pero cayó de su espalda y murió en la caída. Los dragones Syrax, Shrykos, Morghul, Tyraxes y Fuegoensueño murieron a manos de la multitud o en el derrumbe de Pozo Dragón.
Viendo que la ciudad estaba perdida, Rhaenyra, su único hijo superviviente, y un pequeño grupo de leales huyeron de la capital rumbo de regreso a Rocadragón.
Al enterarse del caos que sacudía la capital, los Hightower insistieron en marchar cuanto antes. Sin embargo, se desconocía dónde estaba el rey Aegon, y la muerte del príncipe Aemond hicieron que el príncipe Daeron fuera considerado para sucederle. Hugh Martillo, aduciendo que poseía al dragón más grande vivo, exigió la corona por derecho de conquista. Ofendidos por la arrogancia de los Dos Traidores, los señores del Dominio asesinaron a Hugh y a Ulf, a la vez que Addam Velaryon, montado en su dragón Bruma, atacó por sorpresa a los «Verdes». En la batalla que se llevó a cabo, el príncipe Daeron murió en extrañas circunstancias, mientras Addam y Bruma se enfrentaban a los dragones Tessarion y Vermithor. En la lucha murieron los tres dragones y el propio Addam. Sin comandantes ni suficientes tropas, los «Verdes» se retiraron.

### El fin de la guerra
De vuelta a Rocadragón, Rhaenyra se percató de la traición de la fortaleza. Aegon ordenó apresarla y se la dio de comer a su dragón, Fuegosolar, delante de su hijo Aegon el Joven.
Mientras tanto, en la capital, varios sujetos gobernaban Desembarco del Rey como reyezuelos aprovechando la anarquía imperante. Lord Borros Baratheon, que aún no había participado en la guerra de forma activa, partió hacia la capital y restauró el orden. Aegon II retornó a la capital, tomando como esposa a una de las hijas de Lord Borros y restaurando a Lord Corlys Velaryon en su Consejo Privado, junto con Tyland Lannister y el Gran Maestre Orwyle.
Pese a que Rhaenyra había muerto y Aegon había tomado posesión de nuevo del Trono de Hierro, el conflicto estaba lejos de finalizar, pues los ejércitos de los Stark, los Arryn y los Tully partían hacia Desembarco del Rey para luchar por la causa de Aegon el Joven.
Lord Borros Baratheon partió a enfrentarse al ejército de Lord Kermit Tully, falleciendo en batalla. La derrota de Borros dejaba el camino expedito para los Negros hasta Desembarco del Rey. El rey Aegon II se negó a capitular y amenazó con matar al hijo de Rhaenyra. Sabiendo que la actitud del rey solo conduciría a otra matanza estéril, Lord Corlys y Lord Larys Strong se conjuraron para acabar con la vida del rey, quien resultaría envenenado. Inmediatamente, Lord Corlys Velaryon envió misivas a todas los señores de Poniente para que aceptaran la legitimidad de Aegon el Joven para acabar con la guerra, lo que la mayoría hicieron. Lord Cregan Stark, quien acababa de llegar a la capital, decidió castigar a aquellos involucrados en el asesinato de Aegon II. Para consolidar la reconciliación entre ambos bandos, Aegon desposó a Jaehaera, la hija del difunto Aegon II.
Debido a la minoría de edad del rey Aegon se decidió establecer un consejo de Regencia que aunara a partidarios de ambos bandos para gobernar hasta su mayoría de edad. Esta situación perduró hasta el día en que el rey Aegon III llegó a su mayoría de edad, momento el cual despachó a todos los Regentes y asumió el gobierno efectivo, nombrando a su hermano pequeño Viserys como su Mano del Rey.

## Consecuencias
Para evitar que una situación similar a la de este enfrentamiento volviera a suceder, se decidió dar prioridad a los varones sobre las mujeres a la hora de sentarse en el Trono de Hierro, incluso aunque estos pertenecieran a líneas lejanas en la sucesión. Esto provocó que ninguna otra mujer volviera a sentarse en el Trono de Hierro.
Tras la gran matanza desatada entre los miembros de la Casa Targaryen, esta nunca volvió a ser tan poderosa como lo había sido hasta el estallido de la Danza. Al finalizar el conflicto, únicamente cinco miembros de la Casa Targaryen quedaban vivos: el joven rey Aegon III, su hermano menor Viserys, la esposa de Aegon, Jaehaera y las gemelas Baela y Rhaena Targaryen. 
Por otro lado, solo unos pocos dragones habían sobrevivido al conflicto. Los dragones que nacieron con el paso del tiempo fueron siendo cada vez más débiles, algunos apenas llegaron a tener el tamaño de un perro. Durante el reinado de Aegon III moriría el último de los dragones, por lo que Aegon obtuvo el apodo de «Veneno de Dragón». Las causas por las que pasó esto son aún desconocidas dentro de la saga; unos afirmaron que se debió a que el rey Aegon los mandó asesinar debido al odio que adquirió por ellos tras ver cómo uno devoraba a su madre, mientras que otros afirman que la vida en cautividad volvió débiles a los dragones.